# Liberty City (Miami)
Pour les articles homonymes, voir Liberty City.
Liberty City est un quartier de la ville de Miami en Floride.
Cette zone, qui inclut plus de la moitié du comté de Miami-Dade, est délimitée par les routes suivantes : 
- au nord, la 79th Street ;
- à l’ouest, la 27th Avenue ;
- au sud la 46th Street ;
- à l’est, l’Interstate 95.

Son nom vient du complexe immobilier appelé Liberty Square Housing Project, construit à la fin des années 1930 pour la population afro-américaine à bas revenus. De ce complexe viennent plusieurs artistes de rap tels que Luke du groupe 2 Live Crew. C’est également le lieu d’origine du catcheur MVP et du basketteur Udonis Haslem du Heat de Miami.

## Histoire
En 1980, des émeutes éclatent dans le quartier après un verdict impopulaire rendu par la justice dans une affaire de brutalité de policiers blancs contre un Noir. L’acquittement de cinq officiers de police qui avaient frappé à mort un motard noir provoque une flambée de violence qui ne dure qu’une nuit pendant laquelle plus de 850 personnes sont arrêtées et 18 personnes trouvent la mort.
Liberty City est le point central de la guerre de la drogue de 1998 provoquée par Anthony "Little Bo" Fail (après l’arrestation de son principal concurrent, Corey Smith, par la police) pour la prise de contrôle du trafic de drogue dans la région.
Le quartier reste, en 2020, pauvre et en proie à la criminalité. Un Dunkin' Donuts est l'unique lieu de restauration du quartier. La moitié des habitants gagnent moins de 20 000 dollars par an.